# Революционно-демократический фронт эфиопских народов
Революционно-демократический фронт эфиопских народов (амх. የኢትዮጵያ ሕዝቦች አብዮታዊ ዲሞክራሲያዊ ግንባር; ye Ityopia hizboch abyotawi dimokrasyawi genbar), РДФЭН — эфиопский политический блок левых националистических партий, созданный в 1989 под эгидой повстанческого движения НФОТ. Одержал победу в гражданской войне над марксистско-ленинским режимом РПЭ. В 1991—2019 — правящая политическая сила в Эфиопии. По инициативе премьер-министра Эфиопии Абия Ахмеда Али преобразован в правящую Партию процветания.

## Инициаторы создания
С 1974 года в Эфиопии шла гражданская война между марксистско-ленинским режимом Менгисту Хайле Мариама и разнородной вооружённой оппозицией. Особенность заключалась в том, что почти все оппозиционные силы — за исключением Эфиопского демократического союза (ЭДС) — также придерживались идеологии марксизма, в крайнем случае левого национализма.
Особое место среди повстанческих движений занимал Народный фронт освобождения Тыграй (НФОТ). Вооружённая борьба НФОТ велась за создание независимого Тыграйского государства. Идеологически НФОТ ориентировался на албанский ходжаизм. Режим ДЕРГ—РПЭ рассматривался как «ревизионистский» и «прислуживающий советскому социал-империализму».
К концу 1980-х НФОТ в целом контролировал территорию Тыграя.

## Организации-участники
В 1989 году руководство НФОТ выступило с инициативой создания единого повстанческого движения, объединяющего организации разных народов Эфиопии. Предложение такого рода было сделано Эфиопскому народно-демократическому движению (ЭНДД), Демократической организации народов оромо (ДОНО), Южноэфиопскому народно-демократическому фронту (ЮЭНДФ).
ЭНДД создали в 1980 году выходцы из Эфиопской народно-революционной партии, пошедшие на союз с НФОТ. ДОНО возникла в 1990 в результате раскола Фронта освобождения оромо и выделение группы, готовой к коалиции с НФОТ на правах младшего партнёра. ЮЭНДФ организовали военнослужащие режима, взятые в плен боевиками НФОТ. Таким образом, все три организации контролировались НФОТ. Их идеологии и программы повторяли установки НФОТ с незначительными вариациями.
Принципиальное значение имела этническая составляющая объединения. НФОТ представлял народность тиграи, ЭНДД — амхара, ДОНО — оромо, ЮЭНДФ — народности Юга Эфиопии. Против правящего режима выступала теперь полиэтническая военно-политическая коалиция РДФЭН, в которой доминировал НФОТ во главе с Мелесом Зенауи. (Народный фронт освобождения Эритреи, делавший ставку на отделение Эритреи от Эфиопии, не вошёл в РДФЭН, но выступал в тесном альянсе с ним.)

## Победа в гражданской войне
В 1991 году вооружённые формирования РДФЭН развернули генеральное наступление. Правительственные войска уже не могли им эффективно противостоять. Посреднические усилия предприняла американская дипломатия в Аддис-Абебе, настоятельно рекомендовавшая Менгисту Хайле Мариаму во избежание лишнего кровопролития не оказывать в столице бессмысленного сопротивления. 21 мая 1991 Менгисту бежал из Эфиопии.
4 июня 1991 войска РДФЭН установили полный контроль над Аддис-Абебой. РПЭ была распущена и запрещена, её руководители (за исключением группы, скрывшейся в итальянском посольстве) арестованы и впоследствии преданы суду. Менгисту Хайле Мариам заочно приговорён к смертной казни, его сподвижники — к длительным срокам тюремного заключения.

## Послевоенное правление
С 1991 года РДФЭН стала в Эфиопии правящей политической организацией. Ещё до прихода к власти РДФЭН и составляющие его движения, прежде всего НФОТ, отказались от коммунистической идеологии и позиционировались как демократические организации (что весьма способствовало привлечению американской поддержки). Впрочем, и во время гражданской войны НФОТ проводил прагматичную политику, резко расходившуюся с идеологическими постулатами.
Новой идеологией РДФЭН стала эфиопская революционная демократия — синтез марксизма и леворадикального популизма. Этот доктринальный комплекс носил название мелесизм, от имени Мелеса Зенауи. Он характеризовался как «бриколаж из марксизма, ленинизма, маоизма и либерализма», сравнивался с коммунизмом и фашизмом, характеризовавшись, как «эффективное оружие против внутренних и внешних врагов». Коммунистические черты просматривались в авторитарной политической системе. Либеральные («по умолчанию») — в рыночной экономической политике: свобода производства и торговли для политически лояльных и подконтрольных субъектов.
Ключевую роль в эфиопской экономике играли «партийные компании» — финансовые, промышленные, транспортные, энергетические, строительные, аграрные — аффилированные с НФОТ и принадлежавшие этническим тиграи. «Зонтичной структурой» являлся Благотворительный фонд восстановления Тыграй, известный в мире под английской аббревиатурой EFFORT. Созданный практически сразу после прихода к власти правительства Зенауи, EFFORT выступал в качестве экономической базы правления НФОТ и РДФЭН. Эфиопская оппозиция резко критиковала EFFORT как структуру монополизма и коррупции.
В сфере государственного устройства на место сепаратистских установок НФОТ пришли принципы федерализма. При этом РДФЭН согласился на отделение Эритреи от Эфиопии.
Лидер РДФЭН и НФОТ Мелес Зенауи бессменно стоял во главе Эфиопии с 1991 года до своей кончины в 2012 — сначала как президент (1991—1995), затем как премьер-министр (1995—2012). С его именем связаны как успехи в послевоенном восстановлении и социально-экономическом развитии, так и авторитарные тенденции и репрессии. Зенауи рассматривался как «сильный человек Эфиопии и Африки». Он играл важную роль в обеспечении стабильности на Африканском Роге: в середине 2000-х годов эфиопские войска разгромили в Сомали исламистскую группировку Союз исламских судов. В то же время некоторые издания и экспертные центры — например, журнал Foreign Policy — обвиняли Зенауи в антидемократизме, массовых нарушениях прав человека и включали в перечень «худших диктаторов мира».
Формально в стране действовала многопартийная система, правящий РДФЭН вёл диалог с оппозицией. В то же время в стране была установлена система авторитарной власти, опирающаяся на госаппарат и разветвлённую структуру организаций РДФЭН. Новый режим сохранял введённую при Менгисту систему низовых администраций кебеле, осуществляющих плотный государственный контроль на местах. Нелояльная часть оппозиции — ультралевая Эфиопская народно-революционная партия, право-консервативный ЭДС, студенческие активисты — подвергались жёстким репрессиям, вплоть до политических убийств.

## Организационно-политическая структура
Ядро РДФЭН составляли четыре политические партии, представляющие различные этнические группы Эфиопии:
- Народный фронт освобождения Тыграй (НФОТ)
- Демократическая партия амхара (ДПА, бывшее ЭНДД)
- Демократическая партия оромо (ДПО, бывшая ДОНО)
- Южноэфиопское народно-демократическое движение (ЮЭНДД, бывший ЮЭНДФ)

РДФЭН являлся массовым движением, в начале 2010-х членский состав достигал 6 миллионов человек. Действовали молодёжная и женская организации. Печатным органом являлось издание አዲስ ራዕይ — Новый взгляд.
Доминирование в коалиции сохранял НФОТ. Однако после смерти Мелеса Зенауи на посту премьер-министра и председателя РДФЭН его сменил представитель ЮЭНДД Хайлемариам Десалень. Пост президента Эфиопии занимали Негассо Гидада, Гырма Уольде-Гиоргис, Мулату Тешоме — двое последних формально были беспартийными, но реально, как и первый, представляли РДФЭН.

## Роспуск и преобразование
2 апреля 2018 года правительство Эфиопии возглавил Абий Ахмед Али — на тот момент председатель ДПО и РДФЭН. Новый премьер-министр приступил к широкомасштабным реформам. Этот курс характеризовался, как «постепенное дистанцирование от этнического правления». Одним из проявлений нового курса стало решение о роспуске РДФЭН и создании на его основе Партии процветания.
Новая правящая партия была учреждена 1 декабря 2019 года на основе объединения ДПО, ДПА, ЮЭНДД. К ним примкнули также пять регионально-этнических партий. Председателем партии стал Абий Ахмед Али. Таким образом, в Партию процветания консолидировались все структуры РДФЭН, за исключением НФОТ, перешедшего в оппозицию. Упразднение РДФЭН было воспринято как шаг отхода от прежней авторитарной системы. В то же время это решение было осуждено со стороны руководства НФОТ.